# 氮化鋰
氮化鋰是由氮和鋰組成的化合物，化學式為Li3N。氮化鋰是鹼金屬氮化物中熱穩定性最高的化合物，也是當中唯一一個可以在室溫下製備的化合物。氮化物熔點很高，常溫下為紫色或紅色的晶状固體。

## 结构
氮化鋰的晶體構造相當特殊，可分為二層：其中一層為 Li2N−，其中的氮原子为六配位；而另一層只有鋰離子。氮化鋰是一種快離子導體且其電導率比其他無機的鋰鹽都高。目前已有許多研究是針對氮化鋰作為電池固體電極及陰極材枓的應用。

## 制备
氮化鋰的製備可直接將元素氮和鋰直接反應而成，包括將鋰在純氮氣中燃燒，或是讓氮氣和溶解於液態鈉中的鋰反應。後者產生的氮化鋰純度較高。
{\displaystyle \mathrm {6\ Li\ +N_{2}\ \rightarrow 2\ Li_{3}N} }

## 性质
氮化鋰會和水劇烈反應，並產生氨。
Li3N (s) + 3 H2O (l) → 3 LiOH (aq) + NH3 (g)
其他鹼金屬及鹼土金屬的氮化物由於其強鹼性，和水也會有類似的反應。
细粉状的氮化锂可在空气中起火燃烧，因此氮化锂必须在惰性气体中储存和处理。氮化鋰是超強鹼，其鹼性比負氫離子還要強，因此可以將氫去質子化：
Li3N (s) + 2 H2 (g) → LiNH2 (s) + 2 LiH (s)
氮化锂在氢气中加热时可相继得到氨基锂（LiNH2）、亚氨基锂（Li2NH），最终转化为氢化锂，并放出氨。
由於上述的反應在攝氏 270 度時可逆，氮化锂可作為氫氣儲存的媒介，最多可吸收其重量 11.5% 的氫氣。
氮化锂和二氧化碳反应，生成半导体石墨氮化碳（C3N4）和肥料的前体氰氨化锂（Li2CN2），并放出热量。